# Pediobius multisetis
Pediobius multisetis är en stekelart som beskrevs av Boucek 1977. Pediobius multisetis ingår i släktet Pediobius och familjen finglanssteklar.
Artens utbredningsområde är Elfenbenskusten. Inga underarter finns listade i Catalogue of Life.